# Murilo Mendes

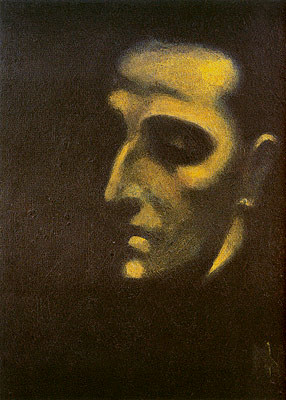
Porträtt av Murilo Mendes målat 1922 av Ismael Nery.

Murilo Mendes, född den 13 maj 1901 i Juiz de Fora, Brasilien, död den 13 augusti 1975 i Lissabon, Portugal, var en brasiliansk surrealistisk diktare.

## Biografi
Mendes föddes i den brasilianska delstaten Minas Gerais, men flyttade till Niterói för att avsluta sin studier, och bosatte sig därefter i Rio de Janeiro. 
Två händelser i hans liv inspirerade honom till att bli en poet, nämligen iakttagelsen av Halleys komet 1910, samt ett framträdande av den polsk-ryske dansaren Wacław Niżyński som han bevittnade 1917.
Mellan 1924 och 1929, publicerade Mendes sina första dikter i de modernistiska tidskrifterna Antropofagia och Verde. Hans första diktsamling, helt enkelt kallad Poemas, publicerades år 1930 och vann Graça Aranha-priset. Hans andra diktsamling, Bumba-Meu-Poeta, släpptes kort därefter, och 1933 publicerade han Historia do Brasil.
Sedan 1920-talet var Mendes mycket nära vän med den modernistiske konstnären Ismael Nery. Denne dog 1934 och lämnade Mendes förvirrad och ledsen, vilket tillsammans med hans nyfunna romersk-katolska tro påverkade skrivandet av hans bok Tempo e Eternidade, skriven tillsammans med Jorge de Lima och publicerad 1935.
Fram till 1935 arbetade han som telegrafist och bokhållare. År 1936 blev han skolinspektör. Från 1953 och framåt reste Mendes runt i Europa och bosatte sig i Italien 1957, där han blev lärare i brasiliansk litteratur vid Sapienza-universitetet i Rom, och senare vid universitetet i Pisa. Vid den här tiden, började hans verk översättas och publiceras i Portugal, Spanien och Italien.
Efter att ha flyttat till Portugal, fick Mendes Premio Internacional de Poesia Etna-Taormina 1972, och efter ett kort besök i Brasilien, återvände han till Europa och publicerade sin sista bok, Retratos-Relampago, 1973. 
Mendes är representerad på svenska i antologin Fem brasilianska poeter (1961).

## Verk (urval)
- Poemas (1930)
- A poesia em Panico (1937)
- O visionario (1941)
- As Metarmorfoses (1944)
- Poesie Liberdade (1947)